# Монти, Дэн
Дэн Монти (англ. Dan Monti; род. 30 ноября 1981) — музыкант, композитор, продюсер и инженер, который работал с такими группами, как Metallica, Slayer и Guns N’ Roses. Большая часть его работы была в связана с группой Buckethead, с которой он гастролировал в качестве басиста. Известен под своим сценическим псевдонимом Del Rey Brewer.

## Карьера
Монти гитарист и басист, работал над бас-партиями для альбома Buckethead он также ведущий гитарист сольного проекта армяно-американского певца Сержа Танкяна.
Так же Дэн вместе с его группой в настоящее время работают над записью собственного музыкального альбома, дата выхода которого пока неизвестна. Однако группа уже выпустили свой сингл под названием — «Daysheet Blues». Сам Дэн является ведущим вокалистом в группе.

## Работа с группами
Монти работал со многими коллективами над записями альбомов, первый из которых был Bucketheadland в 2003 году с тех пор он работал с группой и над записью последующих альбомов в качестве бас-гитариста. О также внёс свой вклад в альбомах многих групп, в том числе сольный проект Сержа Танкяна.Он включен в список «дополнительных инженеров» или как «помощник инженера» в Guns N' Roses в последнем альбоме Chinese Democracy, также он работал и с «Metallica»